# Trelawny Parish
Trelawny ist ein Landkreis (Parish) im Nordwesten von Jamaika. Die Hauptstadt von Trelawny ist Falmouth. 

## Geschichte
Trelawny entstand 1770 aus Teilen der benachbarten Landkreise Saint James und Saint Ann, die zu weit von den dortigen Verwaltungszentren entfernt waren. Benannt wurde es nach dem damaligen Gouverneur von Jamaika, Sir William Trelawny. Die erste Hauptstadt war Martha Brae im Inland. Trelawny hatte mehr Zuckerplantagen als alle anderen Landkreise. Die heutige Hauptstadt Falmouth entwickelte sich durch den Export von Zucker zu einer Hafenstadt und einem wirtschaftlichen Zentrum. 
Trelawny war Heimat einer großen Gruppe von Cimarrones (Maroons). 1739 erkannte ein Vertrag mit den Engländern ihre Freiheit und Landbesitz an, was die einrichtung von Plantagen durch Weiße stoppte. Von Juli bis Dezember 1795 begann ein Teil dieser Gemeinschaft einen Aufstand gegen die Engländer, nachdem die Bestimmungen des Vertrags von englischer Seite wiederholt gebrochen und zwei Maroons ausgepeitscht worden waren. Die letzten Aufständischen ergaben sich im März 1796. Es gelang ihnen nicht, die Sklaven zum Aufstand zu bewegen, vielmehr kämpften diese auf englischer Seite. Auch Maroons des benachbarten Accompong kämpften auf der Seite Englands. 150 Familien, 549 Menschen, davon zwei Drittel Frauen und Kinder, wurden nach Nova Scotia in Kanada deportiert. 1800 wurden 538 von ihnen nach Sierra Leone in Westafrika verschifft.

## Geographie
Trelawny ist der fünftgrößte Landkreis auf Jamaika. Er ist weitgehend flach, mit großen Ebenen wie dem Queen of Spain's Valley und Windsor. Der höchste Punkt ist der rund 1000 Meter hohe Mount Ayr.
Der Süden von Trelawny ist dünn besiedelt und ein Rückzugsgebiet für Pflanzen und Tiere. Fast alle der 27 auf Jamaika endemischen Vogelarten sind hier zu finden. Auch der Große Ritterfalter, der größte Schmetterling der westlichen Hemisphäre ist hier beheimatet.
Der größte Teil des Landkreises hat Kalksteinuntergrund. Es gibt 48 größere Höhlen, viele davon mit Phosphatablagerungen und Höhlenmalereien der Taíno. Die größten Flüsse sind Martha Brae, Rio Bueno, Cane und Quashie.

## Wirtschaft
Rum und Zucker sind Trelawnys wichtigste Erzeugnisse, es werden aber auch Früchte wie Bananen und Erdbeeren angebaut. Neben der Landwirtschaft spielen auch Fischfang und der Tourismus eine wichtige Rolle.

## Persönlichkeiten
- Violet Brown (1900–2017), älteste lebende Person der Welt (2017)
- Anthony B  (* 1976), Dancehall- und Reggae-Künstler
- Usain Bolt (* 1986), Sprinter und mehrfacher Olympiasieger
- Veronica Campbell-Brown (* 1982), Sprinterin
- Tyquendo Tracey (* 1993), Sprinter